# بايب واير
بايب واير (بالإنجليزية: PipeWire)‏ هو خادم يتولى إدارة الصوتيات وجريان الفيديو والعتاد على نظم تشغيل لينكس. أنشأه ويم تايمانز في شركة ريد هات. يسهم بايب واير بمعالجة توجيه الوسائط المتعددة بالإضافة إلى تحليل المُوارَدة.

## التاريخ
بدأ تايمانز العمل على مشروع بايب واير في عام 2015، وقد استند هذا المشروع إلى أفكار من عدة مشاريع قائمة، بما في ذلك مشروع يُسمى بُلس فيديو (بالإنجليزية: PulseVideo)‏ من تطوير ويليام مانلي. ووفقًا لكريستيان شالر من شركة ريد هات، فقد استمد المشروع العديد من أفكاره من نموذج بُلس فيديو الأولي من تطوير مانلي، كما اعتمد على بعض المصادر البرمجية التي دمجت لاحقًا في جي ستريمر نتيجة لذلك المجهود. وكان أحد أهداف المشروع تحسين معالجة الفيديو على نظم لينكس بنفس الطريقة التي حسّنت بها برمجية بُلس أوديو معالجة الصوت.
على الرغم من كونه مشروعاً منفصلاً عن بُلس أوديو، فقد فكر تايمانز في البداية باستخدام اسم بُلس فيديو (بالإنجليزية: PulseVideo)‏ للمشروع الجديد. وبحلول يونيو 2015، استخدم اسم بينوس (بالإسبانية: Pinos)‏ نسبةً إلى مدينة بينوس دي الهورين في إسبانيا حيث كان تايمانز يعيش سابقاً.
في البداية كان بينوس يتعامل مع تدفقات الفيديو فقط. وبحلول أوائل عام 2017 بدأ تايمانز العمل على دمج تدفقات الصوت. وأراد تايمانز دعم حالات استخدام الصوت للمستهلكين والمحترفين على حد سواء، فاستشار بول ديفيس (مطور جاك) وروبن جاريوس (مطور أردور) للحصول على المشورة بشأن التنفيذ الخاص بالصوت الاحترافي. وفي هذا الوقت، اعتمدت تسمية بايب واير للمشروع.
غيّر ترخيص بايب واير في نوفمبر 2018 من رخصة جنو العمومية الصغرى 2.1+ إلى رخصة إم آي تي.
في أبريل 2021 أصبحت فيدورا لينكس 34 أول توزيعة لينكس تستخدم نظام بايب واير للصوت بشكل اساسي. وبعدها بعام واحد تبنت توزيعة بوب! أو إس الخادم بشكل أساسي بدءًا من الإصدار 22.04. كما اعتمد كخادم صوت أساسي في نظام أوبونتو بدءًا من الإصدارة 22.10. وفي عام 2023 تم تبنيه كخادم صوت أساسي لبيئة سطح المكتب جنوم في نظام دبيان 12 بوكوورم.

## المزايا
تتضمن أهداف المشروع ما يلي:
- العمل مع تطبيقات فلاتباك المعزولة.[7][16][24]
- تقديم طرق آمنة لالتقاط لقطات الشاشة وتسجيل الشاشة على مركّبات وَيلَند.[8][24][25]
- توحيد حالات الاستخدام التي يوفرها كل من طاقم الاتصال الصوتي جاك وبُلس أوديو.[8][11][25][26]

## وصلات خارجية
- الموقع الرسمي